# Ahlstrom

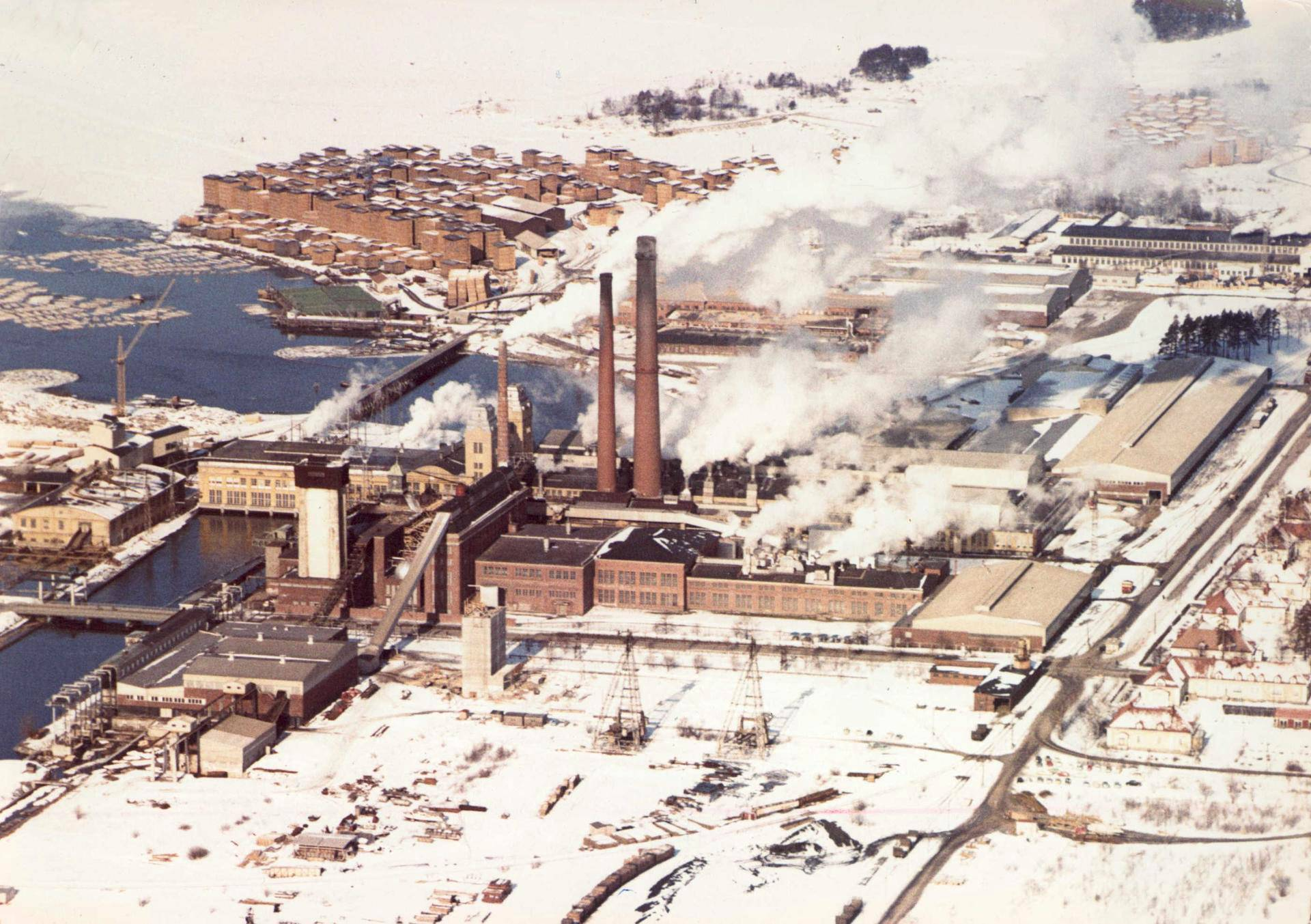
Варкауская бумажная фабрика, 1970

Ahlstrom Oyj (до 2001 г. A. Ahlström Osakeyhtiö) — финская компания, производившая волокнистые материалы. В 2017 году компания Ahlstrom объединилась со шведской волоконно-оптической компанией Munksjö и образовала компанию Ahlstrom-Munksjö.
Ahlstrom Oyj была основана в 2001 году, когда A. Ahlström была разделена на три новые компании. В результате разделения промышленный бизнес A. Ahlström Osakeyhtiö был передан Ahlstrom Oyj. Двумя другими новыми компаниями были инвестиционная компания Ahlström Capital Oy и семейная компания A. Ahlström Osakeyhtiö.
Первоначальная компания A. Ahlström Osakeyhtiö была основана в 1908 году для продолжения бизнеса, начатого Антти Альстремом в середине 19 века. До листинга в 2006 году компания была семейной и полностью принадлежала семье Альстрём.

## История
История создания компании Ahlstrom Oyj уходит корнями в 1851 год, когда Антти Альстрём (1827—1896) начал свою деловую карьеру. С самого начала он был многопрофильным предпринимателем: занимался сельским хозяйством, мукомольным производством, гончарным производством, целлюлозно-бумажныи производством, лесной промышленностью (ему принадледажа часть лесопилки). В период с 1866 по 1874 год Альстрём вложил значительные средства в морскую торговлю, полученный доход он вложил в землю, одну лесопилку и четыре металлургических завода. В 1880-х и 1890-х годах компания Ahlström приобрела лесопильные и чугунолитейные заводы, последние специализировались на переработке продукции. Когда Антти Альстрём умер в 1896 году, ему принадлежало в общей сложности четырнадцать лесопилок и четыре металлургических завода. После его смерти его жена Ева Альстрём (1848—1920) продолжила бизнес. Она считается первой женщиной-директором промышленного производства в Финляндии. С 1908 по 1931 год компания перешла к Вальтеру Альстрему, старшему сыну Антти, позже ставшему горным советником. Когда он умер в декабре 1931 года, компания Ahlström была крупнейшей промышленной компанией в Финляндии. В ней было более 30 производственных единиц и более 5000 сотрудников. При Вальтере Альстрёме лесопильная компания превратилась в конгломерат, состоящий в основном из химической и лесной промышленности, механических цехов и стекольных заводов. При Вальтере Альстрёме компания оформилась и практически не менялась более полувека. Во время Первой мировой войны экспорт пиломатериалов из Финляндии резко сократился, но после восстановления экономики компания Ahlström добилась отличных результатов, во многом благодаря древесине, которую она хранила в годы войны. В 1917 году компания купила стекольную компанию Iittala. После войны началось производство бумаги. В 1921 году у компании было четыре современных целлюлозных завода и самая большая бумажная фабрика в Европе, которая только начала свою работу в Варкаусе. Уже во времена Вальтера Альстрёма в Финляндии произошел общий сдвиг от механической обработки древесины к химической.